# Chloé Morin
Pour les articles homonymes, voir Morin.
Chloé Morin, née le 28 février 1988 à Saint-Martin-d'Hères, est une essayiste française et directrice d'un cabinet de conseil.
Elle a été conseillère auprès du Premier ministre entre 2012 et 2016.

## Biographie

### Jeunesse et études
Chloé Morin est une fille de médecins ardéchois. Elle passe son enfance à Vallon-Pont-d'Arc. Elle effectue ses études à Sciences Po Paris de 2008 à 2010. Elle en sort avec un diplôme d'histoire de l'économie et un diplôme en économie du développement. Elle étudie l'histoire de l'économie à la London School of Economics.

### Parcours professionnel
En 2010-2011, Chloé Morin travaille en tant qu'assistante de Martin Hirsch pour l'Organisation internationale du travail. De 2012 à 2017, elle travaille comme conseillère auprès des Premiers ministres Jean-Marc Ayrault et Manuel Valls.
De septembre 2016 à octobre 2017, Chloé Morin travaille pour l'entreprise Ellafactory. Début 2017, elle devient directrice de l'observatoire de l'opinion de la fondation Jean-Jaurès ; elle quitte ce poste en février 2020. En juin 2018, elle devient directrice de projet pour l'entreprise Ipsos. Elle quitte ce poste également en février 2020 pour cofonder avec Marie Le Vern le cabinet de conseil en opinion Societing et en devenir la directrice générale,.
Dans Les Inamovibles de la République, elle dénonce ce qu'elle considère comme une prise de pouvoir des hauts fonctionnaires sur le corps politique, représenté par les ministres, et souligne le risque que cela pose pour la démocratie.
Dans son ouvrage de 2022, On a les Politiques qu'on mérite, elle défend l'idée que les Français seraient trop exigeants avec les personnalités politiques, ce qui pourrait être contre-productif en entraînant le départ des plus honnêtes. Elle trace d'eux des portraits jugés plus humains que ceux offerts par la presse.
Selon Mediapart, qui recense son essai Quand il aura vingt ans, l'autrice « prétend alerter, depuis le camp progressiste, sur les « dérives » de la « pensée intersectionnelle ». Mais son argumentation est accueillie avec gourmandise par la réacosphère, trop contente de voir ses obsessions légitimées ».
Elle tient des chroniques régulières pour Marianne, La Montagne et Le Point. Elle est par ailleurs régulièrement consultée par L'Opinion, Libération, Le Monde, Le Figaro ou encore Le JDD.

## Vie privée
Elle est la compagne du journaliste radio Jean-François Achilli.

## Publications
- Les Inamovibles de la République : Vous ne les verrez jamais, mais ils gouvernent, Éditions de l'Aube, 8 octobre 2020, 224 p. (ISBN 978-2-8159-4086-3)[11],[12].
- Avec Daniel Perron, Être vieux : relégation ou solidarité ?, Éditions de l'Aube/Fondation Jean Jaurès, coll. « Monde en cours », 2021, 94 p. (ISBN 978-2-8159-4148-8, OCLC 1237812785).
- Le Populisme au secours de la démocratie ?, Gallimard, coll. « Le débat », 2021, 176 p.
- On a les politiques qu'on mérite, Fayard, 2022, 324 p. (ISBN 9782213720845).
- On aura tout essayé, Fayard, 2023, 400 p. (ISBN 9782213722085).
- Quand il aura vingt ans : À ceux qui éteignent les Lumières, Fayard, février 2024, 320 p. (ISBN 9782213725420 et 9782213724805)[13].